# Chiusano d'Asti
Chiusano d'Asti, (Ciusan en piemontès) és un municipi situat al territori de la província d'Asti, a la regió del Piemont (Itàlia).
Limita amb els municipis d'Asti, Camerano Casasco, Cinaglio, Cossombrato, Montechiaro d'Asti i Settime.
Pertanyen al municipi les frazioni de Castagna i Valcerma.